# 卡勞·烏捷
卡勞·烏捷（英語：Kalu Uche，1982年11月15日—）是一名前尼日利亞職業足球運動員，司職前鋒。烏捷的職業足球員生涯的大部分時間都在西班牙度過，主要效力於艾美利亞，他在西甲聯賽中總共出場117場，打進27球（所有比賽中出場212次，打進45球）。他還在波蘭、法國、瑞士、土耳其、卡塔爾和印度參加過職業比賽。
烏捷於2000年代開始代表尼日利亞出戰國國際賽，曾經參加2010年世界盃和2010年非洲國家盃。

## 球會生涯
烏捷的職業足球員生涯始於尼日利亞的安耶巴國際及哈特蘭德，在2000-01年賽季他遠走西班牙加入愛斯賓奴B隊，未能獲得一線隊機會只能參與預備隊的比賽。2001年他轉會波蘭克拉科夫，在這裡效力至2005年三次贏得波蘭足球甲級聯賽及兩次贏得波蘭盃，期間在2004-05年賽季外借至法國波尔多。
在2005-06年賽季，烏捷轉會西班牙艾美利亞，並在他的效力第二年協助艾美利亞歷史性首次晉級西甲聯賽，他在西乙聯賽打進8個聯賽進球。2007年8月26日，他在西甲聯賽首次亮相，在客場3-0 戰勝拉科魯尼亞中後備出場。2009年1月11日，由於主力射手艾華路·尼格度缺席，烏捷在對愛斯賓奴攻入兩球追平對手；12月5日，他迎戰皇家馬德里時以2-1攻入球隊的第二個入球，但皇家馬德里最終以4-2取勝。
2009年夏天，艾美利亞宣佈主力射手艾華路·尼格度轉會至西維爾，烏捷委以重任成為球隊的主力射手，他在2009-10年賽季攻入9球是職業生涯以來的最多入球，包括在2010年5月4日主場以4-2戰勝維拉利爾的比賽中梅開二度。在2010-11年賽季，烏捷在西甲聯賽取得7球個入球，包括2010年9月26日，他在2-0戰勝拉科魯尼亞的比賽中梅開二度，為艾美利亞贏得本賽季的首場勝利。艾美利亞在下半季聯賽表現差勁，隨後球隊在32場比賽中只攻入7球，最終宣佈降級。
艾美利亞降落西乙，烏捷則宣佈離開艾美利亞加盟瑞士球會纳沙泰尔，然而他只效力半年又重返西班牙的愛斯賓奴，簽約到2013年6月，烏捷在下半季西甲聯賽為愛斯賓奴上陣15場攻入6球。2012年7月20日他再次離開轉會至土耳其卡森柏沙，他在聯賽攻下19球，協助這支當屆聯賽升班馬只取第六名的佳績，烏捷在聯賽神射手亦取得第二名。
烏捷在2013年之後展開流浪生涯，先後在卡塔爾，西班牙和印度比賽，2013年至2015年效力卡塔爾艾查殊及艾雷恩；2015年加入西班牙利雲特；同年轉至印度浦那城；2016年烏捷第二度效力艾美利亞；翌年再次前往印度效力德里巨擘；2018年加盟加爾各答體育會。

## 國際賽生涯
烏捷於2003年6月21日在非洲國家盃外圍賽對陣安哥拉中首次代表尼日利亞出場，並在比賽中取得首個國家隊入球。他獲代表尼日利亞參加2010年非洲國家盃，為國家在該屆賽事取得季軍。同年首次獲得參加國際足協世界盃，6月17日，他在對陣希臘的比賽中，他以一記自由球首開紀錄，但隨後尼日利亞少打一人以1-2失利。分組賽最後一場對南韓，烏捷攻入其中一球最終以2-2戰平獲得在該屆賽事中的唯一一分
。

## 榮譽
克拉科夫
- 波蘭足球甲級聯賽冠軍：2000–01, 2002–03, 2004–05,
- 波蘭盃冠軍：2001–02, 2002–03

尼日利亞
- 非洲國家盃季軍: 2010[16]

## 外部鏈接
- NigerianPlayers profile （页面存档备份，存于）
- 90minut.pl网站上卡勞·烏捷的资料（波兰語）
- 卡勞·烏捷在BDFutbol中的档案
- 卡勞·烏捷在 National-Football-Teams.com 上的出场纪录
- Soccerway資料庫：卡勞·烏捷